# Karl-Heinz Kluge
Karl-Heinz Kluge (* 12. Februar 1929; † 3. Juni 2005) war ein deutscher Fußballspieler. In den 1950er-Jahren spielte er für die Betriebssportgemeinschaft (BSG) Motor Zwickau in der DDR-Oberliga, der höchsten Liga im DDR-Fußball.

## Sportliche Laufbahn
Die BSG Chemie Glauchau stieg 1953 in die zweitklassige DDR-Liga auf. Zur Aufstiegsmannschaft gehörte der 24-jährige Karl-Heinz Kluge. Er war Stammspieler auf der Position des rechten Läufers und war in den neun Aufstiegsspielen achtmal eingesetzt worden. Auch in der DDR-Liga gehörte er auf seiner Position zur Stammelf und verpasste von den 26 Punktspielen nur eine Partie. Beim 6. Ligaspiel der Glauchauer schoss er beim 3:0-Heimsieg über Dynamo Eisleben das einzige Tor seiner Karriere im höherklassigen Fußball.
Mit Beginn der Saison 1954/55 wechselte Kluge in die DDR-Oberliga zur BSG Motor Zwickau. Bei nur 19 Einsätzen in den 26 Oberligaspielen war Kluge nur bedingt Stammspieler, seine Ausfälle verteilten sich über die gesamte Spielzeit. Allerdings setzte ihn Trainer Erich Dietel regelmäßig auf der Position des linken Mittelfeldspielers ein. Im Herbst 1955 wurde zur Umstellung auf die Kalenderjahr-Saison eine Übergangsrunde mit dreizehn Spieltagen ausgetragen. Kluge kam lediglich in sieben Begegnungen zum Einsatz, zunächst im linken Mittelfeld, später auf der rechten Seite. In der Saison 1956 bestritt er nur die ersten drei Oberligaspiele als Verteidiger und schied danach verletzt langfristig aus. Erst vom 6. Spieltag der Saison 1957 an wurde Kluge wieder in der Oberliga eingesetzt, spielte wieder im Mittelfeld und kam auf 17 Spiele. Danach beendete er seine Karriere als Fußballspieler.
Von 1958 bis 1960 war Kluge Nachwuchstrainer bei Motor Zwickau. Von 1960 bis 1969 trainierte er die BSG „Martin Hoop“ Mülsen, zunächst in der fünftklassigen, später in der viertklassigen Bezirksklasse. 1966 führte er die Mannschaft in die Bezirksliga. Zur Saison 1969/70 kehrte Kluge zur inzwischen umbenannten BSG Sachsenring Zwickau zurück und übernahm für zwei Spielzeiten das Training der 2. Mannschaft in der DDR-Liga. Ab 1971/72 übernahm er von Horst Scherbaum den Posten des Cheftrainers der Oberligamannschaft und behielt diese Funktion bis 1976. Seine größten Erfolge feierte Kluge mit Sachsenring Zwickau im Europapokal der Pokalsieger 1975/76, als man Panathinaikos Athen, den AC Florenz und Celtic Glasgow besiegen konnte. Erst im Halbfinale scheiterte die Mannschaft am späteren Cupgewinner RSC Anderlecht. Danach wurde er von Hans Speth abgelöst und trat im höheren Ligenbereich nicht mehr in Erscheinung.